# 阿内勒
阿内勒（法語：Asnelles，法語發音：[anɛl] ⓘ）是法国卡尔瓦多斯省的一个市镇，位于该省西北部，属于巴约区。

## 地理
阿内勒（49°20'15"N, 0°35'2"W）面积2.52 平方千米，位于法国诺曼底大区卡爾瓦多斯省，该省份为法国西北部沿海省份，北濒大西洋英吉利海峡，东北与滨海塞纳省以海上边界相接，东临厄尔省，南至奧恩省，西与芒什省接壤。
与阿内勒接壤的市镇（或旧市镇、城区）包括：默韦讷、圣科姆德弗雷内。
阿内勒的时区为UTC+01:00、UTC+02:00（夏令时）。

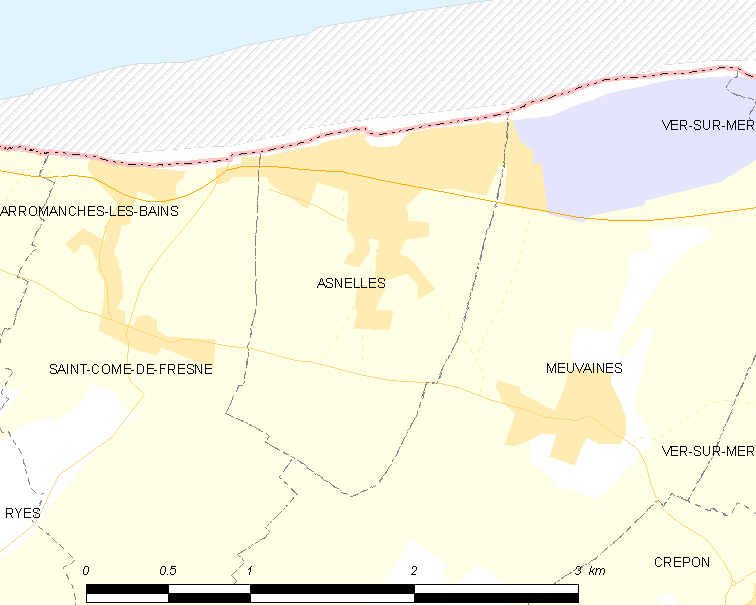
阿内勒的OSM定位图

## 行政
阿内勒的邮政编码为14960，INSEE市镇编码为14022。

## 政治
阿内勒所属的省级选区为滨海库尔瑟勒县。

## 交通
卡尔瓦多斯省省道D65线、D65A线和D514线在阿内勒交汇。

## 人口

1962-2008年间阿内勒人口变化图示

阿内勒于2022年1月1日时的人口数量为641人。